# Kim Sung-kyung
Kim Sung-kyung (Seúl, 15 de febrero de 1972) es una personalidad de televisión y actriz surcoreana. 

## Vida personal
Su hermana mayor es la actriz Kim Sung-ryung.
En 1996 se casó con Choi Yeon-taek, la pareja tiene un hijo Choi Seong-min, sin embargo en 2000 se divorciaron.

## Carrera
Se unió a la red de emisoras SBS en el año 1993 como presentadora de noticias para SBS 8 Noticias. Dejó SBS en el año 2002 para ir por cuenta propia, y también se convirtió en directora de planificación para el "edutainment" de la compañía SangSang and I en 2007.
Debutó como actriz en 2014, y ha participado en series como City of the Sun (2015).

## Noticias/ programas de variedades
| Año          | Título                                                      | Red        | Notas        |
| ------------ | ----------------------------------------------------------- | ---------- | ------------ |
| 2001-2002    | SBS Eight O'Clock News                                      | SBS        |              |
| 2002         | SBS News Parade                                             | SBS        |              |
| 2003         | The Pursuit of Happiness junto a Go Do-won y Kim Sung-kyung | CBS Radio  | DJ           |
| 2004         | Live Today with Kim Sung-kyung                              | MBN        | presentadora |
| 2007-2008    | Lively Well-being Tech                                      | Science TV | presentadora |
| 2007         | Pandora's Box with Kim Sung-kyung                           | O'live     | presentadora |
| 2008-2010    | E! News Korea                                               | SBS funE   | presentadora |
| 2009         | SBS Economy & Life                                          | SBS        | presentadora |
| 2011         | Brunch                                                      | tvN        | presentadora |
| 2011         | Couples Counseling: Doctor K                                | tvN        | presentadora |
| 2011         | Two Men's Questionable Adult Show                           | KBS2       | invitada     |
| 2011-2014    | Good Day                                                    | MBC        | presentadora |
| 2011         | Friendly Doctors                                            | Channel A  | presentadora |
| 2012         | Let's Go, World Cup!                                        | SBS        |              |
| 2013–present | TV Art Stage                                                | MBC        | presentadora |
| 2013–present | Powerful Opponents                                          | TV Chosun  |              |
| 2014         | Single Lady                                                 | Channel A  |              |
| 2014         | Middle School Unified History Quiz Show: History and War    | MBC        | presentadora |
| 2015–present | 100 Years                                                   | TV Chosun  |              |

## Actuación

### Serie de televisión
| Año  | Título                 | Papel        | Red          |
| ---- | ---------------------- | ------------ | ------------ |
| 2014 | Cheongdam-dong Scandal | Dra. Yoon    | SBS          |
| 2015 | Ciudad del Sol         | Yoon Sun-hee | MBC Dramanet |

### Cine
| Año  | Título                       | Papel                                    |
| ---- | ---------------------------- | ---------------------------------------- |
| 2003 | The First Amendment of Korea |                                          |
| 2005 | The Twins                    |                                          |
| 2013 | Top Star                     | Presentadora de noticias de la 1 (cameo) |